# Дорохуск
Доро́хуск (пол. Dorohusk [dɔˈrɔxusk], укр. Дорогуськ) — село, административный центр гмины Дорохуск Холмского повята Люблинского воеводства Польши. Население составляет 516 человек.
Село расположено вблизи реки Западный Буг и украинско-польской границы. В окрестностях села расположен автомобильный и железнодорожный переходы Ягодин — Дорохуск и пограничная железнодорожная станция Дорохуск.
Впервые упоминается в летописях под 1250 годом как древнерусский Дороговск, относящийся к Галицко-Волынскому княжеству. Архитектурные памятники: Приходской костёл, построенный в 1821 году; Дворец Суходольских в барочном стиле XVIII века.